# Olga Vipotnik Červan
Olga Vipotnik (rojena Červan), partizanka, urednica in družbeno-politična aktivistka, * 8. julij 1923, Ljubljana, † 30. december 2009, Ljubljana.

## Življenjepis

### Partizani in NOB
Med 2. svetovno vojno je bila po okupaciji leta 1941 v Ljubljani aktivistka NOB (članica SKOJ od 1941. leta). Julija 1942 je odšla v partizane, septembra 1942 je bila sprejeta v KPS v Gubčevi brigadi, v kateri je bila politkomisarka čete, namestnica politkomisarja bataljona in sekretarka SKOJ (1942–1943). Tedaj je urejala mladinsko glasilo Gubčeve brigade Mladi tovariš in v njem objavljala članke pod psevdonimi Jelka, Branka in Olga.
Julija 1943 je bila pri napadu na Žužemberk ranjena. Od septembra 1944 je bila organizacijska sekretarka oblastnega komiteja za Koroško.
Leta 1947 se je poročila z Janezom Vipotnikom in z njim živela vse do njegove smrti leta 1998. Imata tri otroke: Janez Vipotnik (mlajši) - Nano (nekdanji direktor Iskre ter poslovnež, zdaj direktor Iskra Agency v Londonu), Miha Vipotnik (akademski slikar in pionir slovenske videoumetnosti) in Miča Vipotnik (urednica v časopisni hiši Dnevnik).
Nekaj mesecev po njeni smrti (posthumno) izide avtobiografija oziroma njen osebni dnevnik z naslovom Partizanka, ki jo je založil Vojni muzej Logatec. O knjigi se razpišeta tudi Nedeljski dnevnik in Žurnal. Spomine je v tajnosti, brez vednosti družine in v dogovoru z Olgo Vipotnik, uredil Janez J. Švajncer.

### Članki o partizanskih spominih
Partizanske spomine je objavila v člankih, npr. Gubčeva v Škocjanu (SPor 1950, št. 206), Spomini partizanke (Mladina 1952, št. 15), Namesto zaključka ob tednu otroka (Delo 1976, št. 237; o partiz. bolnici Jelenbreg na Rogu), Gubčevci nismo dobili ženske čete (Delo 1978, št. 52).

### Družbeno-politično delo
Olga Vipotnik je bila dejavna na družbeno-političnem področju v nekdanji Jugoslaviji in v Sloveniji, predvsem na področju vzgoje otrok in mladine. Bila je predsednica Zveze prijateljev mladine Slovenije in kasneje tudi predsednica Zveze prijateljev mladine Jugoslavije (1959 - 1964), predsednica Sveta za vzgojo otrok Jugoslavije (1964 – 1973), podpredsednica mestne konference SZDL Ljubljana, članica Sveta SR Slovenije in dolgoletna urednica revije Otrok in družina.
Udeležila se je številnih mednarodnih konferenc o vzgoji otrok - denimo VII. mednarodne konference županov mest v Milanu leta 1979 z referatom Ljubljana in njena skrb za otroka (The child and the city, Milano 1980). 
V 60. letih dvajsetega stoletja je bila v okviru Zveze prijateljev mladine Slovenije tvorec ideje o vrtcih. S pomočjo samoprispevkov so zgradili in ustanovili številne vrtce v Ljubljani in okolici.

### Odlikovanja
Odlikovanja: red za hrabrost (1946), red bratstva in enotnosti II (1950), red zaslug za narod s srebrnimi žarki (1968), zlati znak OF (1973) in številna druga priznanja – denimo dva priznanja Jugoslavije za delo z mladino — kipca kurir Jovica (1973) in Kekec (1974).